# Gerardo Humberto Flores Reyes
Gerardo Humberto Flores Reyes (ur. 9 grudnia 1925 w Quetzaltenango, zm. 17 lutego 2022 w Cobán) – gwatemalski duchowny rzymskokatolicki, w latach 1977-2001 biskup Vera Paz.

## Życiorys
Święcenia kapłańskie przyjął 17 grudnia 1949. 26 lipca 1966 został prekonizowany biskupem pomocniczym Quezaltenango ze stolicą tytularną Nova Caesaris. Sakrę biskupią otrzymał 7 października 1966. 9 maja 1969 został mianowany administratorem apostolskim Izabal, a 7 października 1977 biskupem Vera Paz. Ingres odbył się 17 grudnia. 22 lutego 2001 przeszedł na emeryturę.